# Hyposidra tetraspila
Hyposidra tetraspila là một loài bướm đêm trong họ Geometridae.